# Academic Press
Academic Press (London, Oxford, Boston, New York und San Diego) ist ein US-amerikanischer Wissenschaftsverlag.

## Geschichte
Academic Press wurde in 1942 als unabhängiger Verlag von Walter Jolowicz (1908–1996, in den USA Walter J. Johnson), dem Sohn des Gründers der Akademischen Verlagsgesellschaft in Leipzig Leo Jolowicz (1868–1940), seiner Frau Thekla und seinem Schwager Kurt Jacoby (1893–1968) in New York gegründet, beides Emigranten aus Deutschland (ein anderes ehemaliges Mitglied der Akademischen Verlagsgesellschaft, Eric Proskauer, gründete zuvor 1940 in New York Interscience). Er wurde 1970 (kurz nach dem Tod von Jacoby) von Harcourt Brace Jovanovich und 2001 dann von Reed Elsevier erworben. Heute ist er ein Imprint von Elsevier.

## Fachgebiete
Academic Press veröffentlicht Fachbücher, Fachzeitschriften und Online-Produkte in den folgenden Gebieten:
- Nachrichtentechnik
- Wirtschaftswissenschaften
- Umweltwissenschaften
- Finanzwirtschaft
- Ernährung
- Geophysik
- Biowissenschaften
- Mathematik
- Statistik
- Neurowissenschaften
- Physik
- Psychologie

### Buchreihen (Beispiele)
Academic Press veröffentlichte und veröffentlicht bis heute (über Elsevier) verschiedene, bekannte Buchreihen oder Enzyklopädien. Einige Beispiele sind:
- Methods in Enzymology[5] (Buchserie mit über 600 Bänden, seit 1955)
- International Encyclopedia of Public Health[6]  (ISBN 978-0-12-803708-9)
- Encyclopedia of Neuroscience[7] (ISBN 978-0-08-045046-9)
- Pure and Applied Mathematics[8] (Buchserie mit über 100 Bänden, 1974 – 2004)
- Pure and Applied Physics[9] (Buchserie mit 40 Bänden, 1957 – 1975)
- Übersetzung der Vorlesungen über Theoretische Physik von Arnold Sommerfeld in 6 Bänden ins Englische
- Probability and Mathematical Statistics – A Series of Monographs and Textbooks (Buchreihe mit über 50 Bänden)[10]
- Vitamins and Hormones[11] (Buchserie mit über 100 Bänden, seit 1943)